# De Havilland DH.53 Humming Bird
Il de Havilland DH.53 Humming Bird  fu un monoplano leggero monomotore ad ala bassa  realizzato dall'azienda britannica de Havilland negli anni venti.

## Storia del progetto
Per via della gara tra aerei leggeri indetta dal Daily Mail nel 1923, de Havilland realizzò due DH.53 per la competizione battezzati Humming Bird e Sylvia II. Il DH.53 fu un monoplano monoposto ad ala bassa caratterizzata da un notevole valore di allungamento, equipaggiato con motore Douglas da 750 cc. I due velivoli volarono a Lympne nell'ottobre del 1923 e, benché non vinsero nessun premio, ebbero delle prestazioni impressionanti per un aereo leggero tanto che l'Air Ministry si interessò molto al progetto tanto che ne ordinò otto esemplari per la RAF nel 1924 da utilizzare come ricognitori ed addestratori.
All'inizio del 1924 furono costruiti altri dodici esemplari chiamati ufficialmente Humming Bird; di questi otto andarono alla Royal Air Force, tre furono esportati in Australia e uno a Praga. Successivamente ne venne realizzato un altro per conto della Russia. Questi mezzi, a differenza dei primi due prototipi, furono equipaggiati con motori a due cilindri Blackburne Tomtit da 26 hp (19 kW).

## Impiego operativo
I primi sei esemplari consegnati alla RAF fecero il loro debutto nel 1925 all'aeroporto di Hendon. Gli altri due mezzi consegnati furono utilizzati come aereo parassita sperimentale ospitato a bordo del dirigibile R33. Gli aerei vennero ritirati nel 1927 e venduti a privati.

## Utilizzatori
Regno Unito
- Royal Air Force

 Australia

## Velivoli attualmente esistenti
Il prototipo G-EBHX è ancora idoneo al volo ed è conservato nella collezione Shuttleworth. La fusoliera del mezzo J7326 è visibile al de Havilland Aircraft Heritage Centre.